# Deep Shadows and Brilliant Highlights
Deep Shadows and Brilliant Highlights è il terzo album della band finlandese HIM, uscito nel 2001. La Christmas Edition dello stesso album, pubblicata il 26 novembre 2001, contiene i videoclip dei branii Pretending e In Joy And Sorrow, assieme a due versioni musicali diverse da quelle composta in studio delle stesse due canzoni. È presente inoltre la canzone inedita Again.

## Tracce
1. Salt in Our Wounds – 3:57
2. Heartache Every Moment – 3:56
3. Lose You Tonight – 3:41
4. In Joy and Sorrow – 4:00
5. Pretending – 3:54
6. Close to the Flame – 3:46
7. Please Don't Let It Go – 4:29
8. Beautiful – 4:33
9. Don't Close Your Heart – 4:38
10. Love You Like I Do – 5:13
11. You Are The One – 3:25
12. In Love and Lonely – 3:46

### Christmas Edition
1. Salt in Our Wounds – 3:57
2. Heartache Every Moment – 3:56
3. Lose You Tonight – 3:41
4. In Joy and Sorrow – 4:00
5. Pretending – 3:54
6. Close to the Flame – 3:46
7. Please Don't Let It Go – 4:29
8. Beautiful – 4:33
9. Don't Close Your Heart – 4:38
10. Love You Like I Do – 5:13
11. Again – 3:29
12. In Joy and Sorrow (String Version) – 5:02
13. Pretending (Cosmic Pope Jam Version) – 8:00
14. Pretending (Videoclip) – 3:41
15. In Joy and Sorrow (Videoclip) – 3:33

## Formazione
- Ville Valo - voce
- Lily Lazer - chitarra
- Migé Amour - basso
- Gas Lipstick - batteria
- Emerson Burton - tastiera